# Roberto Molinaro
Roberto Molinaro (Moncalieri, 24 maggio 1972) è un disc jockey, produttore discografico e conduttore radiofonico italiano.

## Biografia
Roberto Molinaro nasce il 24 maggio 1972 a Moncalieri e cresce a Poirino.
Inizia la sua carriera da DJ professionista nel 1990 suonando nei club di musica techno a Torino, soprattutto al Pierre (diventato in seguito Korona club e oggi Première Club) situato nella sua città d'infanzia Poirino, mentre nel 1992 entra a far parte della casa discografica Bliss Corporation.
Nel 1993 realizza il primo disco People Have The Power, raggiungendo la 1ª posizione nelle classifiche pop in Italia con il gruppo Bliss Team (composto da Roberto Molinaro, Gianfranco Randone e Domenico Capuano). Nel 1994 torna a lavorare nei club e realizza vari remix per la Bliss Corporation. Nel 1998 realizza due singoli dai titoli Need You Tonight e I Wanna Fly; contemporaneamente lavora come DJ all'Ultimo Impero di Torino (uno dei locali italiani più importanti per la musica techno). Nel 1999 è attivo insieme agli Eiffel 65: esegue un remix della hit Blue (Da Ba Dee) e collabora con il gruppo alla realizzazione del secondo singolo Move Your Body firmandolo come compositore.
Nel 2000 esce con due nuovi singoli, dai titoli Give me all your money e Up & Down, mentre un anno più tardi collabora con Gabry Ponte al singolo di successo Time to Rock e alla pubblicazione del primo album di Gabry Ponte (dal titolo omonimo Gabry Ponte).
Nel 2002 collabora alla realizzazione di un locale costruito intorno ad uno spettacolo audio/video: il Parhasar.
Nel 2003 con Maurizio Lobina remixa in chiave 'dance' due brani Europop dell'album degli Eiffel 65 (Viaggia insieme a me e Una notte e forse mai più). Nella estate dello stesso 2003 da ricordare il suo remix della canzone di Gabry Ponte The Man in the Moon. Nel febbraio 2004 remixa Up & Down, uscito nel 2000, pubblicandolo come Hurry Up.
Nel 2008 collabora con i Bloom 06 nella realizzazione di Welcome To The Zoo, traccia presente nel nuovo album del gruppo Crash Test 02. 
Nell'Estate 2009 realizza un remix del singolo estivo dei Bloom 06 Beats & Sweat, singolo che raggiunge la posizione n°4 nella Swiss DJ Chart.
Nel 2019 ha condotto un programma radiofonico in onda la domenica dalle ore 21.00 alle 22.00 su m2o chiamato Real Trust

È alla guida di due labels: la Sunik Records e la Antistatic Rec.

## Discografia

### Albums
- Retrospective Avant-Garde: Best Of Molinaro (2007)

### Compilations
- Techno Parade (2004)
- Real Trust - La Compilation (2005)
- Real Trust 2 (2008)
- Real Trust 3 (2009)

### Singoli / EPs
- Rave Tirolers feat. Adolfo Gruber - Uipy (1992)
- Blasfemia - Morning Time (1993)
- Satellite - Made Of Stone (1993)
- Bliss Team feat. Jeffrey Jey - People Have The Power (1993)
- Bliss Team - Livin' On A Prayer (1993)
- Bliss Team - Go! (1994)
- Ellektronica - Get It On (1994)
- Bliss Team - Hold On To Love (1995)
- La Fortuna - Why Can't You See (1995)
- Bliss Team - You Make Me Cry (1995)
- Roberto Molinaro - Example E.P. Vol. 1 (1996)
- Bliss Team - U Take Me Up (1996)
- Bliss Team - Love Is Forever (1996)
- Bliss Team - With Or Without You (1997)
- Bliss Team - How Can We Survive (1997)
- DJ Vortronik feat. Molinaro - I Need You Tonight (1997)
- The Roberto Molinaro Project - I Wanna Fly (1998)
- Fuego vs Badabumba - Superman Is Dead (1998)
- Zorotl - I Wanna Be (2000)
- Roberto Molinaro - Molinaro EP (2001)
- DJ Vortronik - Midnight / My Phone (2001)
- Roberto Molinaro - Up & Down (2002)
- Lady Bouncer - 3-2-1-Zero (2002)
- Metallic Glide - Hinei Ma Tov (2003)
- Roberto Molinaro - Hurry Up (2004)
- Roberto Molinaro - Traxx (2004)
- Roberto Molinaro - Superman Is A Punk DJ? (2004)
- Roberto Molinaro - I Wanna Find You (2005)
- Molinaro & Fiorentino - Natale Con Te (2005)
- Roberto Molinaro - Red Code (2005)
- Kaptiva - The 10 Dance Movements (2005)
- Molinaro & Provenzano - Running Up (2005)
- Molinaro & Provenzano - It's Gonna Be (A Cool DJ) (2005)
- Roberto Molinaro - Concept Of Ameno (2005)
- Roberto Molinaro - Let's Work (2006)
- Molinaro - The Joint Machine (2007)
- Roberto Molinaro concept of Cantine Garruto - Felicidad (Margherita) (2008)
- Roberto Molinaro concept Julian Life & Andrew See - Polka Beat (2008)
- Molinaro vs Audioshop - Poetry (2008)
- Roberto Molinaro - Tra Tra (2009)
- Roberto Molinaro & Gigi De Martino - Tino (2010)
- Roberto Molinaro & Joy Kitikonti - Caravan (2010)
- Roberto Molinaro - Antistatic (2010)
- Gigi De Martino & Roberto Molinaro - Gigi De Martino, Roberto Molinaro And Friends EP (2011)
- Roberto Molinaro - One Fat Man Behind The Desk Can't Decide The Future Of The Music EP (2011)
- Manuel De La Mare, Roberto Molinaro & Luigi Rocca - Ameno (2011)
- Roberto Molinaro - Tabasco Flautoso (2012) [Inedita]
- Roberto Molinaro & Tore Rizzo - Il Canto Delle Lavandaie (2012) [Inedita]
- Roberto Molinaro - Tra Tra 13 (2013)
- Roberto Molinaro - Rotolemto (2013)
- Molinaro - Sodisky / King Size (2013)
- Roberto Molinaro - Cult (2013) [Inedita]
- Roberto Molinaro - Motoretta (2013) [Inedita]
- Roberto Molinaro & Audiograffiti - Step Down (2014) [Inedita]
- Roberto Molinaro - Nanamich (2014) [Inedita]
- Molinaro - Child (2014)

### Remixes
- The Generals - Flick Flock (the Roberto Molinaro cut) (1992)
- Digital Item feat. Laura James - Don't Need Nobody (Molinaro hit mix) (1992)
- Secchi - We Are Easy To Love (Bliss Team remix) (1993)
- D.J.L. - Can't Let It Move (DJ Molinaro guitar version) (1993)
- Turin Terminators - The New (Molinaro tribal mix) (1993)
- Donna - Revestimiento Electronico (D.J. Molinaro progressive mix) (1993)
- Da Blitz - Take My Way (remix by Bliss Team) (1994)
- Da Blitz - Trance Me Be (trance me mix) (1994)
- Da Blitz - Stay With Me (heaven piano mix) (1994)
- Molella - Change (remix by Bliss Team) (1994)
- Systematic - I Got The Music (trance remix) (1994)
- 883 - Come Mai (Bliss Team remix) (1994)
- Samuele Bersani - Freak (Bliss Team remix) (1994)
- J.K. - You & I (guitar mix) (1994)
- Vortronik - Body In Mine (dub Molinaro) (1995)
- Gaya - Lovin' The Way (Bliss Team remix) (1995)
- Leo Verde - Nel Cielo Era Scritto (Bliss Team remix) (1995)
- Prezioso - Don't Stop (Prezioso & Molinaro mettete er casco remix) (1995)
- Prezioso feat. Daphnes - Anybody, Anyway (Molinaro remix) (1995)
- 883 - Il Grande Incubo (Bliss Team remix) (1995)
- Da Blitz - To Live Forever (Roberto Molinaro mental mix) (1996)
- Da Blitz - I Believe (after hour version by D.J. Roberto Molinaro) (1996)
- 883 - Gli Anni (Bliss Team remix) (1996)
- DaVinci - Going All The Way (DJ Roberto Molinaro voyager cut) (1996)
- Sangwara - Killing Me Softly (96' dream mix) (1996)
- 3 Dee - The Mystic Of Life (voyager mix) (1996)
- DJ Mask - Gamma (Roberto Molinaro mix) (1996)
- DJ Mask - Sopra Le Nuvole (Roberto Molinaro mix) (1996)
- I Cugini di Campagna - Anima mia - Bliss Team remix (1997)
- Eiffel 65 - Blue (Da Ba Dee) (parade remix) (1998)
- Da Blitz - Love & Devotion (Roby Molinaro trance cut) (1998)
- Eiffel 65 - Move Your Body (Roby Molinaro forge edit) (1999)
- Gabry Ponte - Got To Get (Don Don) (Roberto Molinaro remix) (2001)
- Gabry Ponte - Time To Rock (Roby Molinaro remix) (2002)
- Gabry Ponte - Sharmcafè (Roberto Molinaro remix) (2002)
- Eiffel 65 - Viaggia Insieme A Me (Roberto Molinaro concept) (2003)
- Gabry Ponte - The Man In The Moon (Molinaro remix) (2003)
- Eiffel 65 - Una Notte E Forse Mai Più (Roberto Molinaro remix) (2003)
- Them Banshis - In Heaven (Roberto Molinaro concept) (2003)
- Notorious - Musica Gagliarda (Roberto Molinaro concept) (2004)
- Whigfield - Was A Time (Roberto Molinaro concept) (2004)
- P_DJ feat. Lizzy B - Funny Day (Roberto Molinaro concept) (2004)
- Eiffel 65 - Tu Credi (the complete opera by la premiata ditta Molinaro & Lobina) (2004)
- Eddy Wata - In Your Mind (Roberto Molinaro concept) (2004)
- Gabry Ponte - Dr. Jekyll & Mister DJ (Roberto Molinaro concept) (2005)
- Dottor Dag - La Batteria Della Mente (Molinaro concept) (2005)
- Sander Kleinenberg - The Fruit (Molinaro remix) (2005)
- DJ Bomba - Pump & Pipe (Molinaro remix) (2005)
- Provenzano DJ feat. Lizzy B - Sound Is Back (Molinaro remix) (2005)
- Gabry Ponte - Never Leave You Alone (the 10 moves mix) (2007)
- Phat Pixel - Don Diss Me (Molinaro concept) (2007) [Inedita]
- Ramona Yacef - Dar-Buka (Roberto Molinaro concept) (2008)
- Andrew See - Special Groove (Julian DJ & Roberto Molinaro remix) (2008)
- Style Of Eye - Grounded (Roberto Molinaro remix) (2009)
- D-Deck - Money (Roberto Molinaro remix) (2009)
- Famiglia Losca - La Bruja (Roberto Molinaro & Alessandro D'Avenia remix) (2009)
- Klar Reise - Leave Your Destiny To Me (Roberto Molinaro remix) (2009)
- Bloom 06 - Beats & Sweat (Roberto Molinaro concept) (2009)
- Ragucci & Villafranca - La Flauta (Roberto Molinaro concept remix) (2010)
- Jurgen Cecconi - Saramba (Roberto Molinaro & Gigi De Martino remix) (2010)
- Jan Pravda - Stompd Galaxy (Roberto Molinaro concept) (2011) [Inedita]
- Gregor Salto, Anibel Fortes, Wesley Monteiro feat. Melissa Fortes - Madalena (Roberto Molinaro remix) (2011)
- Gigi De Martino - Il Canto Della Dub (Roberto Molinaro concept) (2011)
- Gigi De Martino feat. Felipe Romero - Pananas (Roberto Molinaro concept) (2011)
- Gigi De Martino - Prende La Vela (Roberto Molinaro club mix) (2011)
- Alldegrees feat. Dani Galenda - I Can't Hear You (Roberto Molinaro & Matteo Lo Valvo remix) (2012)
- Gabry Ponte - Showdown (Roberto Molinaro concept) (2015)